# Kościół Matki Bożej Różańcowej w Kłodzku

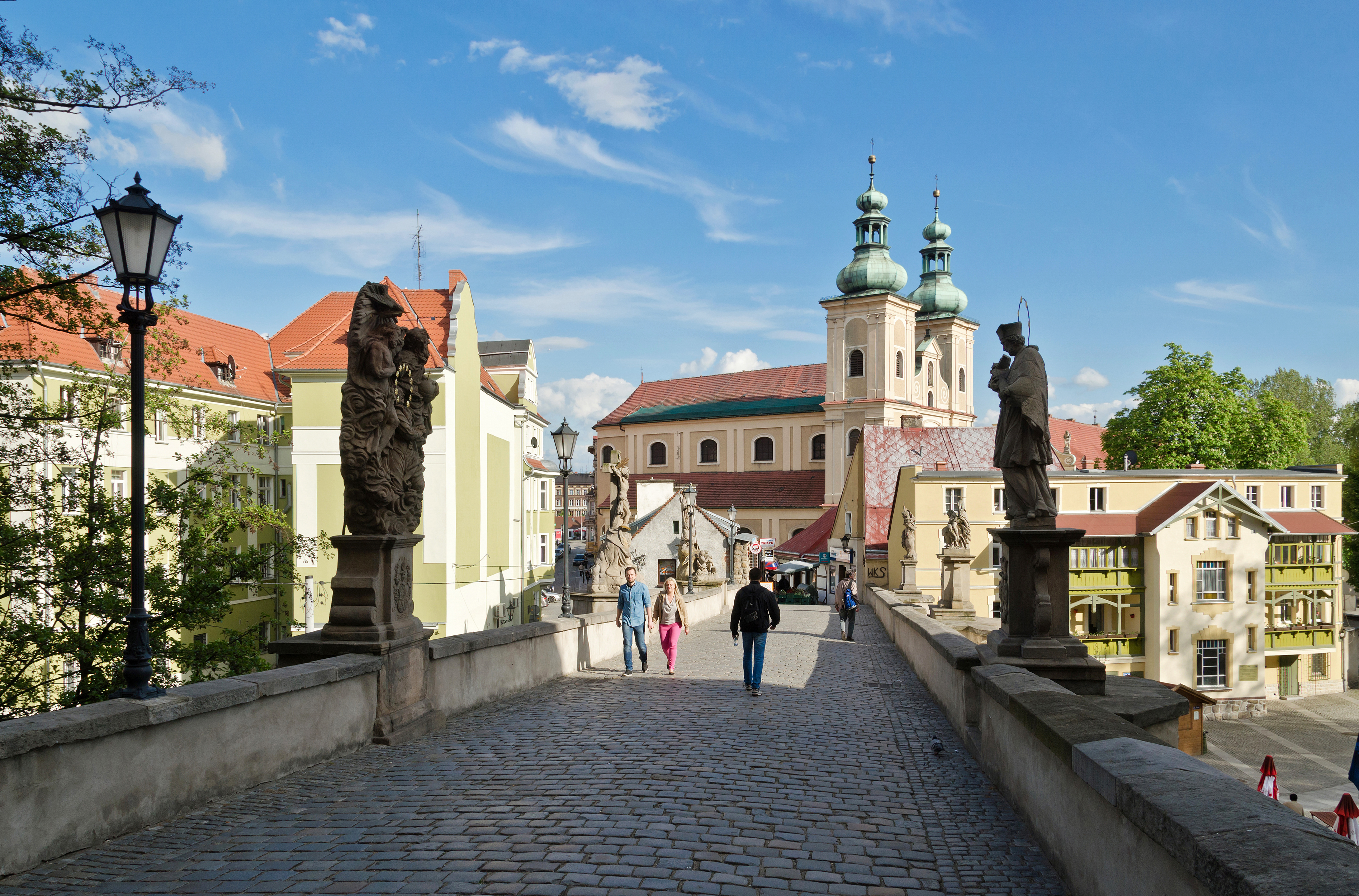
Widok kościoła z mostu gotyckiego na Młynówce

Kościół Matki Bożej Różańcowej w Kłodzku – rzymskokatolicki kościół parafialny, położony na Wyspie Piasek w Kłodzku. Obecna budowla powstała na miejscu starszych w latach 1628–1631. Kościół ma układ bazyliki trójnawowej, orientowanej i murowanej z półkoliście zamkniętym prezbiterium wyodrębnionym z jego bryły. Dwie wieże stoją w fasadzie zachodniej. Obiekt uległ znacznym zniszczeniom w trakcie powodzi w lipcu 1997 roku i we wrześniu 2024 roku.

## Położenie
Kościół Matki Bożej Różańcowej położony jest w centrum Kłodzka przy placu Franciszkańskim, na Wyspie Piasek, znajdującej się między Młynówką a Nysą Kłodzką. Stanowi on główny zabytek historycznego przedmieścia Piasek. Plac, przy którym znajduje się świątynia jest naturalnym przedłużeniem ulicy Daszyńskiego, od której oddzielony jest słupkami. Do południowej ściany kościoła przylega klasztor Franciszkanów.

## Historia
Franciszkanie przybyli do Kłodzka około 1250 roku, a dokładna data ich przybycia, jak i budowy kościoła oraz klasztoru nie jest znana. Wiadomo, że w 1257 roku istniała w tym miejscu kaplica, po której odwiedzeniu wierni mogli uzyskać odpust zupełny.
Pierwsza wzmianka dotycząca kościoła pojawia się w dokumencie odpustowym z 1350 roku. Wymienia on świątynie pod wezwaniem Najświętszej Maryi Panny i św. Franciszka.
W czasie wojen husyckich franciszkanie musieli w 1427 roku opuścić kościół oraz swoje posiadłości na Piasku, co wynikało z tego, iż był to teren niezabezpieczony murami miejskimi. Przenieśli się w obręb murów, gdzie w 1432 roku między ulicą Niską a Łukasińskiego zbudowali niewielki kościół i klasztor. Ten ostatni spłonął w 1463 roku, a świątynia została poważnie uszkodzona. Po tym wydarzeniu przed 1475 rokiem franciszkanie wrócili na Wyspę Piasek.
Nie wiadomo, w jakim stanie udało się franciszkanom odbudować zabudowania kościelno-klasztorne na Piasku, ponieważ na początku XVI wieku zgromadzenie poszło w rozsypkę. Budynki i włości zakonne zostały przejęte przez władze Kłodzka. Po pewnym czasie popadły one w ruinę, w związku z czym rozebrano je pozostawiając wyłącznie prezbiterium kościoła, które służyło jako kaplica pogrzebowa, a ogród przyklasztorny przekształcono w cmentarz.
W 1604 roku teren został zwrócony franciszkanom, którzy zaczęli odbudowę zespołu kościelno-klasztornego. Według pewnych przekazów zbudowali jedynie kościół z „jedną wieżą”. W 1619 roku w czasie wojny trzydziestoletniej obiekty te znowu zostały skonfiskowane przez władze i przeznaczone na drukarnie i niemiecko-ewangelicką szkołę. Oblężenie Kłodzka przez wojska cesarskie dało się silnie we znaki obu budynkom. Po zajęciu miasta przez tę armię, na rozkaz cesarza Ferdynanda II Habsburga zwrócono franciszkanom ich posiadłość.
Obecna budowla powstała na miejscu poprzednich w latach 1628–1631, kiedy oddano ją do użytku w stanie surowym, ale jego wykończenie trwało jeszcze bardzo wiele lat, ze względu na niekorzystne warunki materialne zakonu do 1697 roku.
W 1810 roku zakonników usunięto z klasztoru i kościoła na mocy dekretu o sekularyzacji, a budynki stały puste przez dziesięć lat, kiedy to po nieznalezieniu chętnych na ich kupno, władze urządziły w świątyni katolicki kościół garnizonowy. Sytuacja taka miała miejsce do zakończenia II wojny światowej. W 1945 roku do kościoła wrócili franciszkanie ze śląskiej prowincji św. Jadwigi we Wrocławiu.
W 1964 roku świątynia została wpisana do rejestru zabytków, a w 1972 roku stała się głównym kościołem nowo powstałej parafii.
Kościół odnawiano w latach 1974–1975, oraz w 1993–1994, kiedy to odmalowano jego elewację z zewnątrz i 1998–2010 – wnętrza.

### Powodzie
Kościół franciszkanów był wielokrotnie od czasów średniowiecza niszczony przez powodzie. Cztery największe miały miejsce w latach 1783, 1938, 1997 i 2024.
- Powódź z 1783 roku zatopiła niższe partie kościoła. Ówczesne kroniki wspominają, że woda podniosła się o około 5 m, zaś remont świątyni był kłopotliwy i bardzo kosztowny[11].
- Powódź z 1938 roku podtopiła kościół, w którym było 183 cm wody, jednak nie wyrządziła ona takich zniszczeń jak ta z XVIII wieku[16].
- Powódź tysiąclecia z 1997 roku – woda podniosła się o 8,71 m ponad zwykły poziom Nysy Kłodzkiej, co było największą dotąd katastrofą naturalną tego rodzaju[17]. W jej trakcie zniszczone zostało wyposażenie kościoła, którego renowacja trwała do 2010 roku
- Powódź w Europie Środkowej (2024)[2]– woda podniosła się do wysokości ambony, mur klasztorny został zniszczony przez nurt rzeki

## Architektura i wnętrze
Kościół pod wezwaniem Matki Bożej Różańcowej jest orientowany z lekkim odchyleniem osi ku południowi. Rozmiarami zalicza się do średnich (ok. 30 m długości). Jego układ przestrzenny stoi na pograniczu trójnawowej bazyliki oraz typu jezuickiego. Po obu stronach nawy głównej rozmieszczone są po cztery ośmioboczne kaplice, połączone ze sobą niezbyt szerokimi drzwiami. Świątynia ta od typowych układów jezuickich różni się brakiem nawy poprzecznej i kopuły. Nawę główną sklepiono kolebką z lunetami, a w kaplicach są sklepienia żagielkowe. Wnętrze posiada dobre proporcje. Filary nawy ozdabiają pary pilastrów korynckich. Wszystkie ołtarze, malowidła i całe wyposażenie pochodzą z okresu eklektyzmu z XIX wieku. Dekoracje malarskie wewnątrz kościoła odwołują się do cyklu różańca świętego zawierając jego 15 tajemnic. Spośród ołtarzy należy wymienić:
- ołtarz główny pw. Ukoronowania Najświętszej Maryi Panny – wieńczy cykl tematyczny różańca, którego malowidła występują na ścianach i sklepieniu;
- ołtarz pw. św. Franciszka z Asyżu – pierwszy ołtarz prawy;
- ołtarz pw. św. Antoniego z Padwy – drugi ołtarz prawy;
- ołtarz pw. św. Rodziny – trzeci ołtarz prawy;
- ołtarz pw. św. Jana Nepomucena – czwarty ołtarz prawy;
- ołtarz pw. Matki Bożej Różańcowej – pierwszy ołtarz lewy;
- ołtarz pw. św. Józefa Robotnika – drugi ołtarz lewy;
- ołtarz z Pietą – trzeci ołtarz lewy;
- ołtarz pw. św. Anny – czwarty ołtarz lewy.

Świątynia posiada układ podłużny, który był bardzo rozpowszechniony w architekturze sakralnej Europy środkowej. Budowla posiada malownicze położenie, ponieważ oglądana zarówno z wieży ratuszowej, jak i z ulicy Wita Stwosza, zamyka perspektywę średniowiecznego mostu gotyckiego na Młynówce.
Bryła jest bardzo regularna. Dwie wieże elewacji zachodniej podzielone są na trzy kondygnacje. Narożniki wież ozdabiają pary lizen (w parterze), pilastrów toskańskich (w drugiej kondygnacji) i pilastrów korynckich (w trzeciej kondygnacji). Między wieżami, na wysokości ich drugiej kondygnacji znajduje się szczyt podparty wolutami, zamykający dach nawy. Cebulaste hełmy o jednej kondygnacji przeźroczy wieńczą obie wieże. Z gzymsem wstęgowym pierwszej kondygnacji wiąże się gzyms koronujący szereg kaplic, zaś z gzymsem drugiej, kończy się ściana nawy głównej. Apsyda jest półcylindryczna. Okna zamknięte są łukami koszowymi i mają proste opaski. Między oknami na ścianach zewnętrznych, biegnie po parze gładkich lizen.

## Galeria

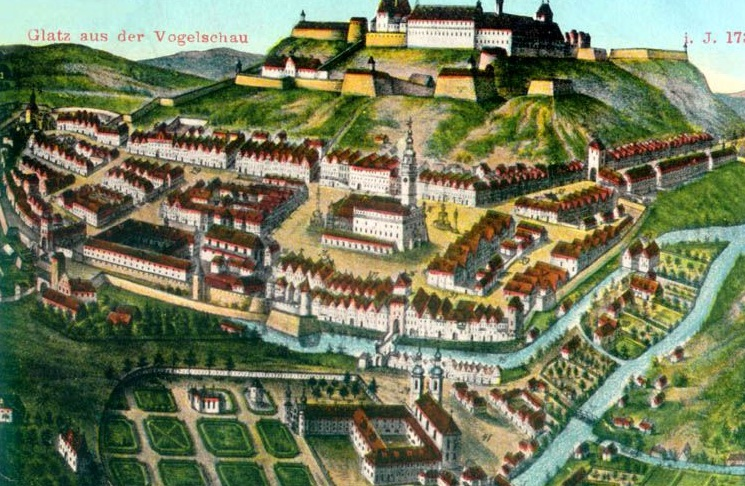
Kościół i klasztor na rycinie z 1737 r.
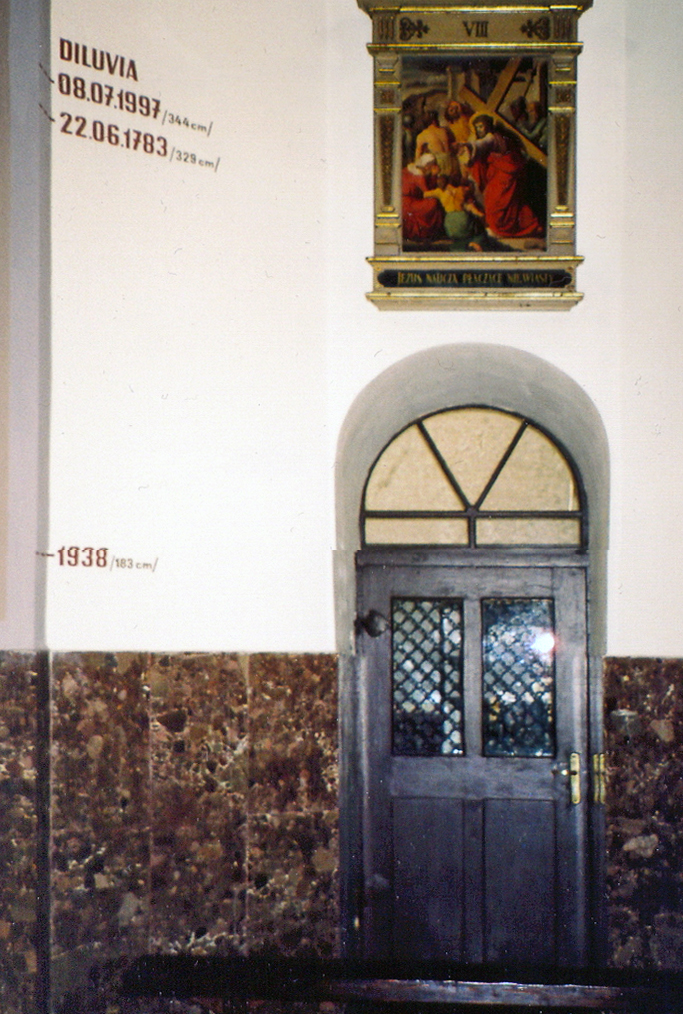
Ściana ze wskaźnikami poziomu wody podczas powodzi
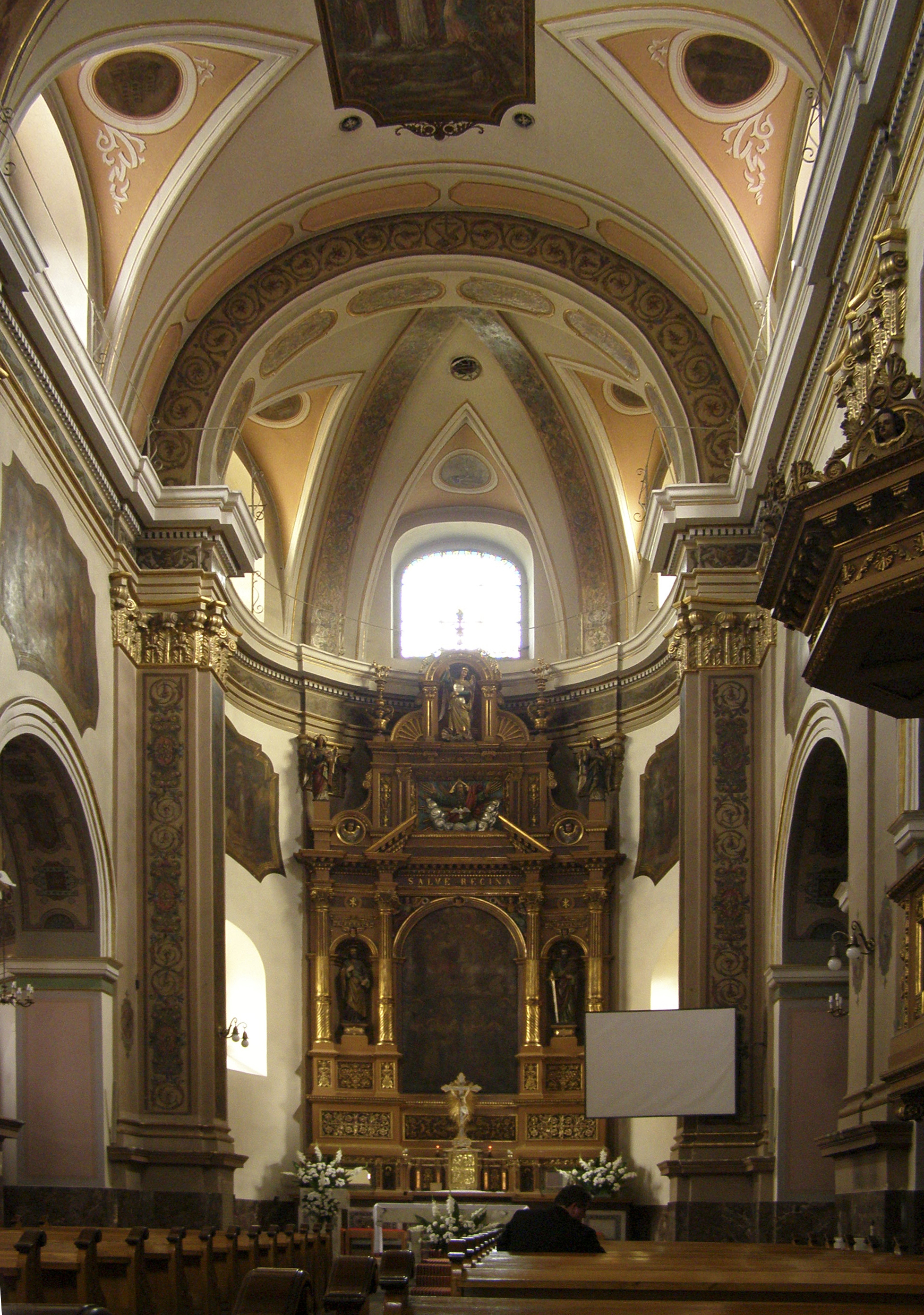
Nawa główna z ołtarzem
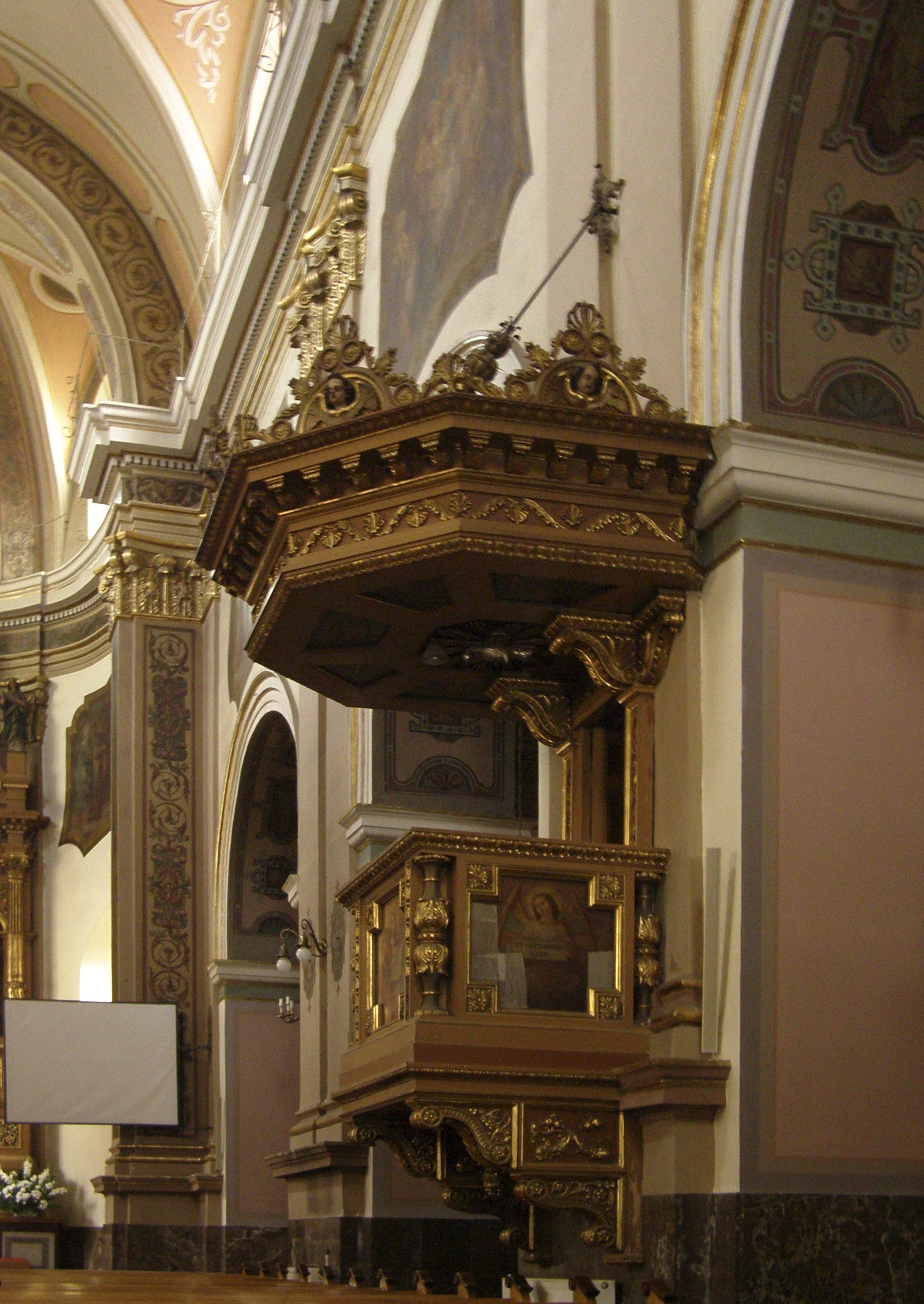
Ambona
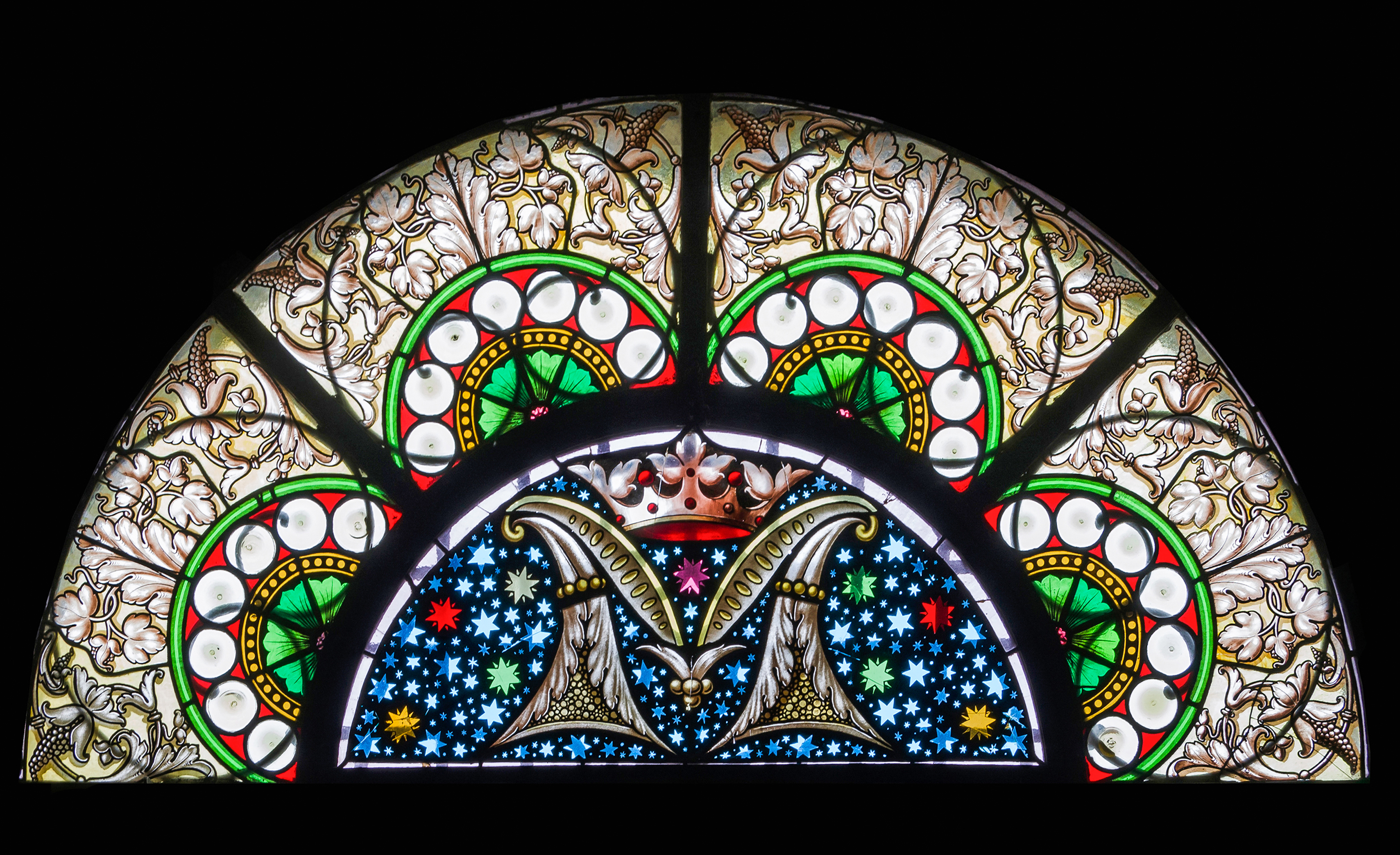
Witraż nad głównym wejściem
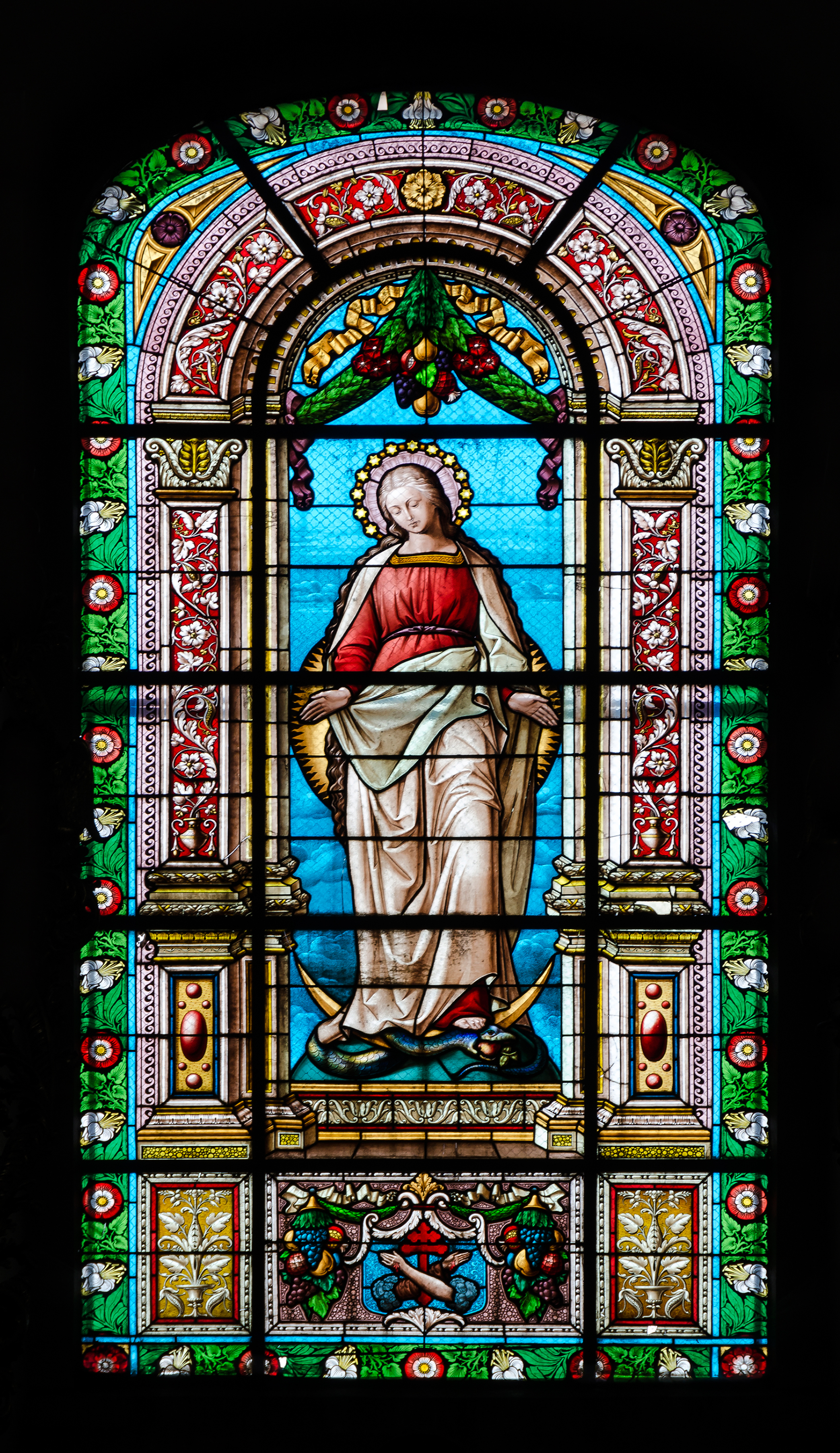
Jeden z witraży w lewej nawie bocznej
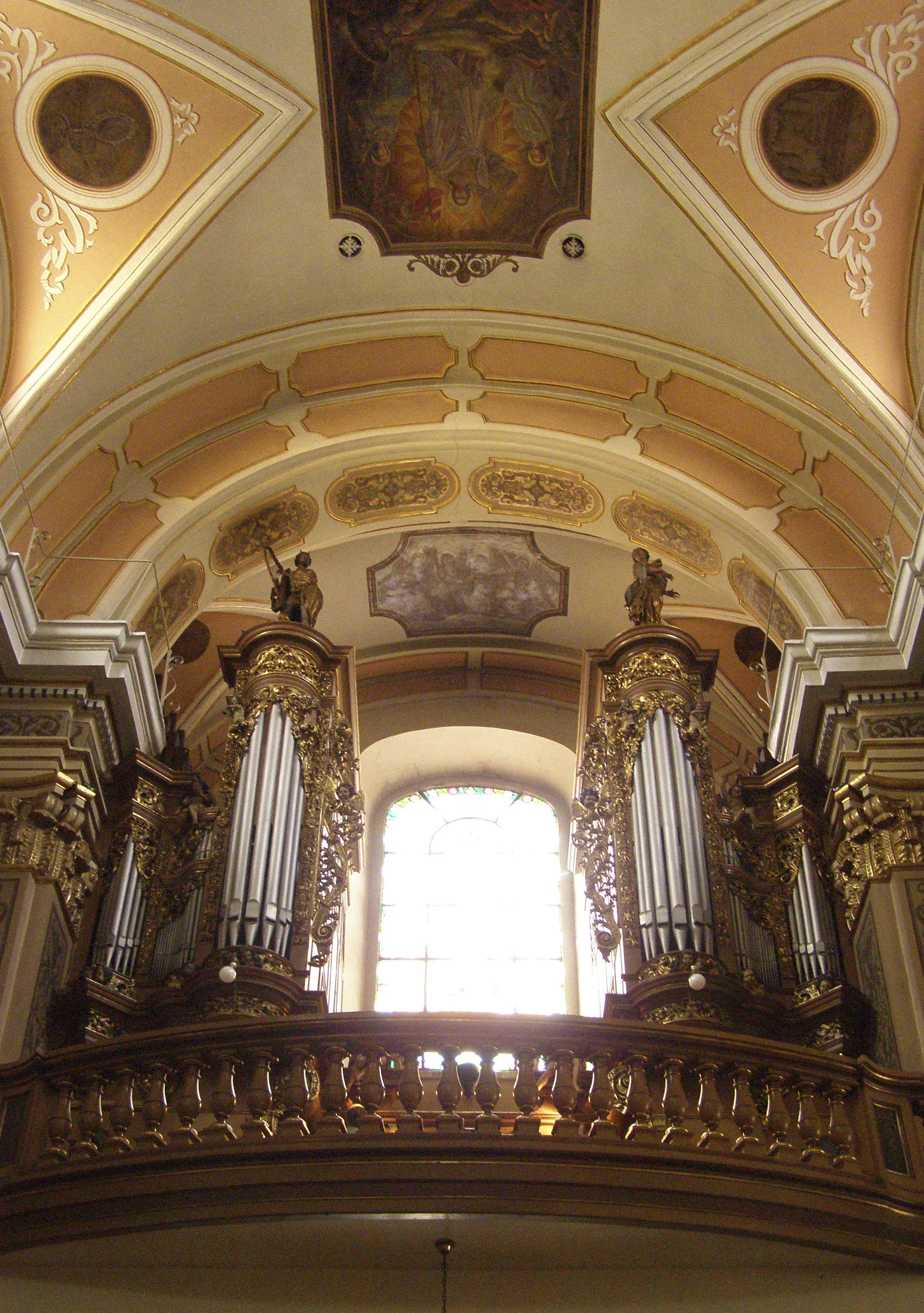
Prospekt organowy
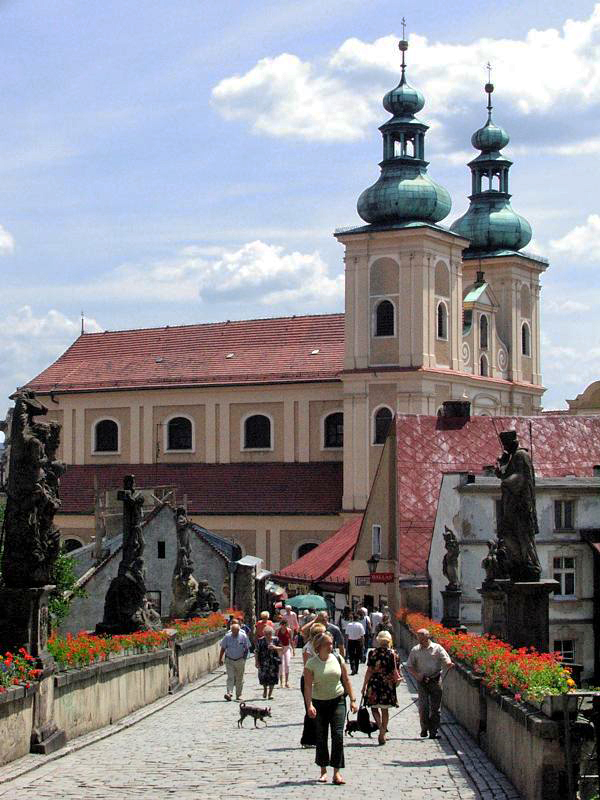
Kościół widziany od północy
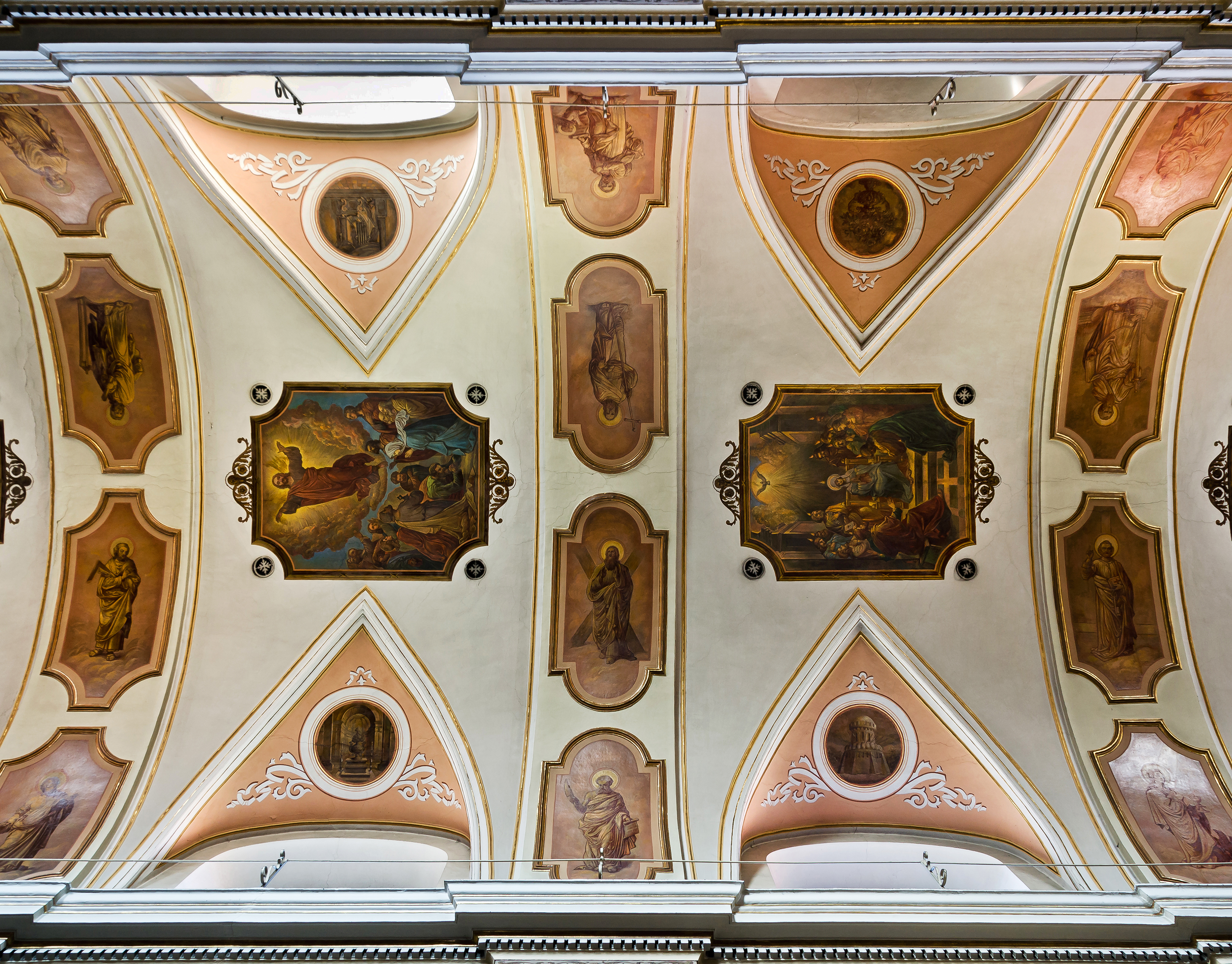
Sklepienie nawy głównej
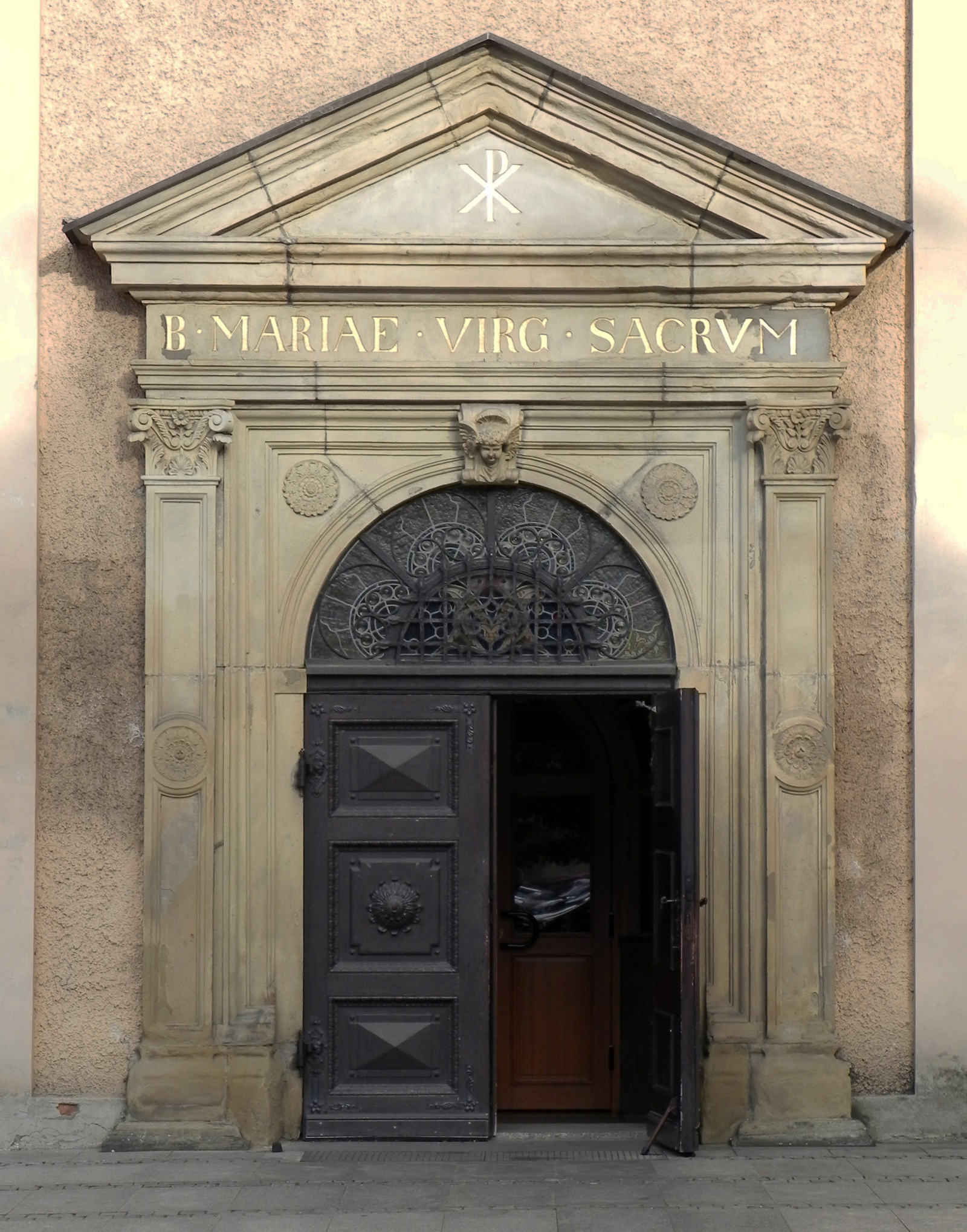
Wejście do kościoła
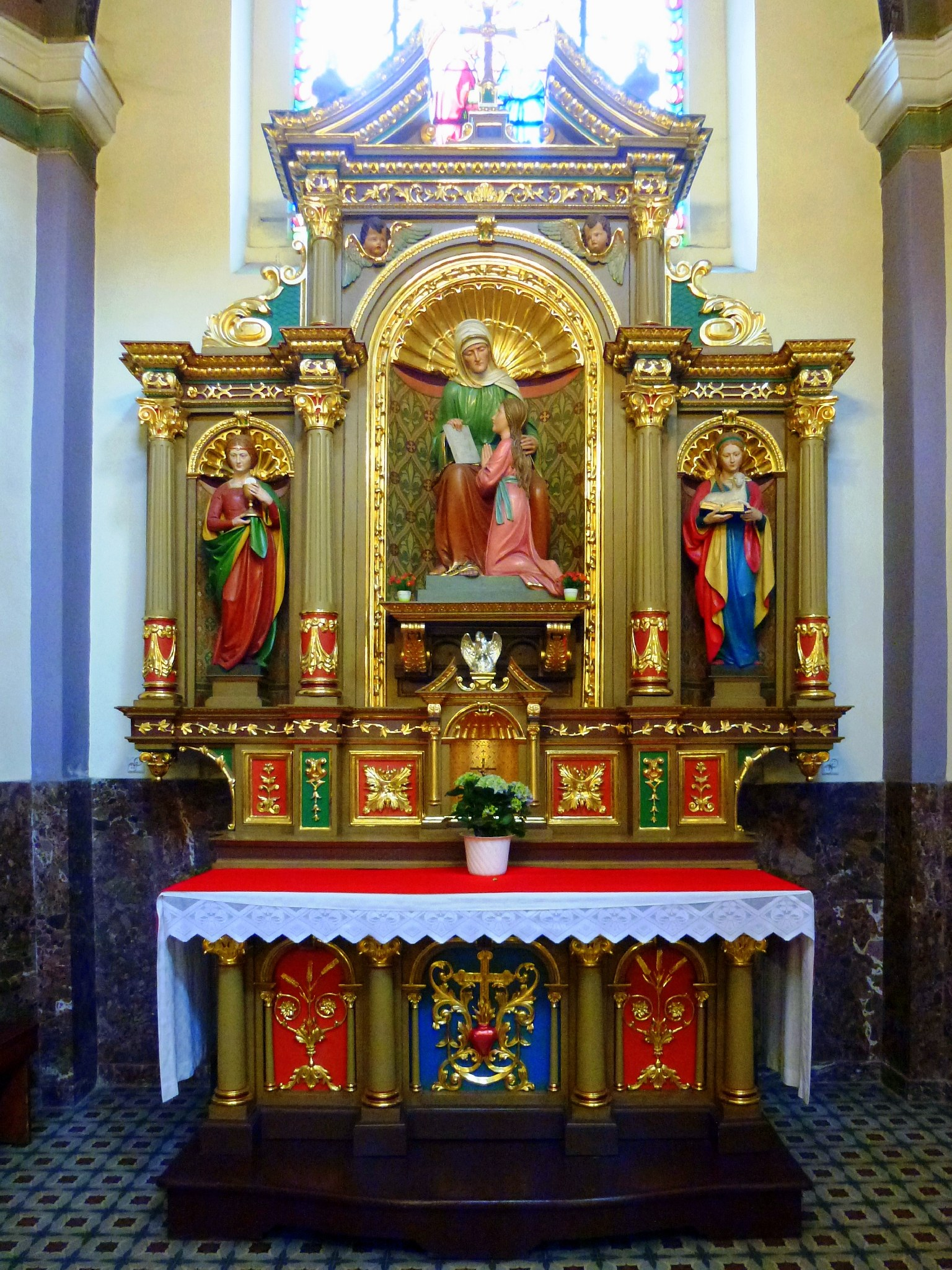
Ołtarz boczny św. Anny
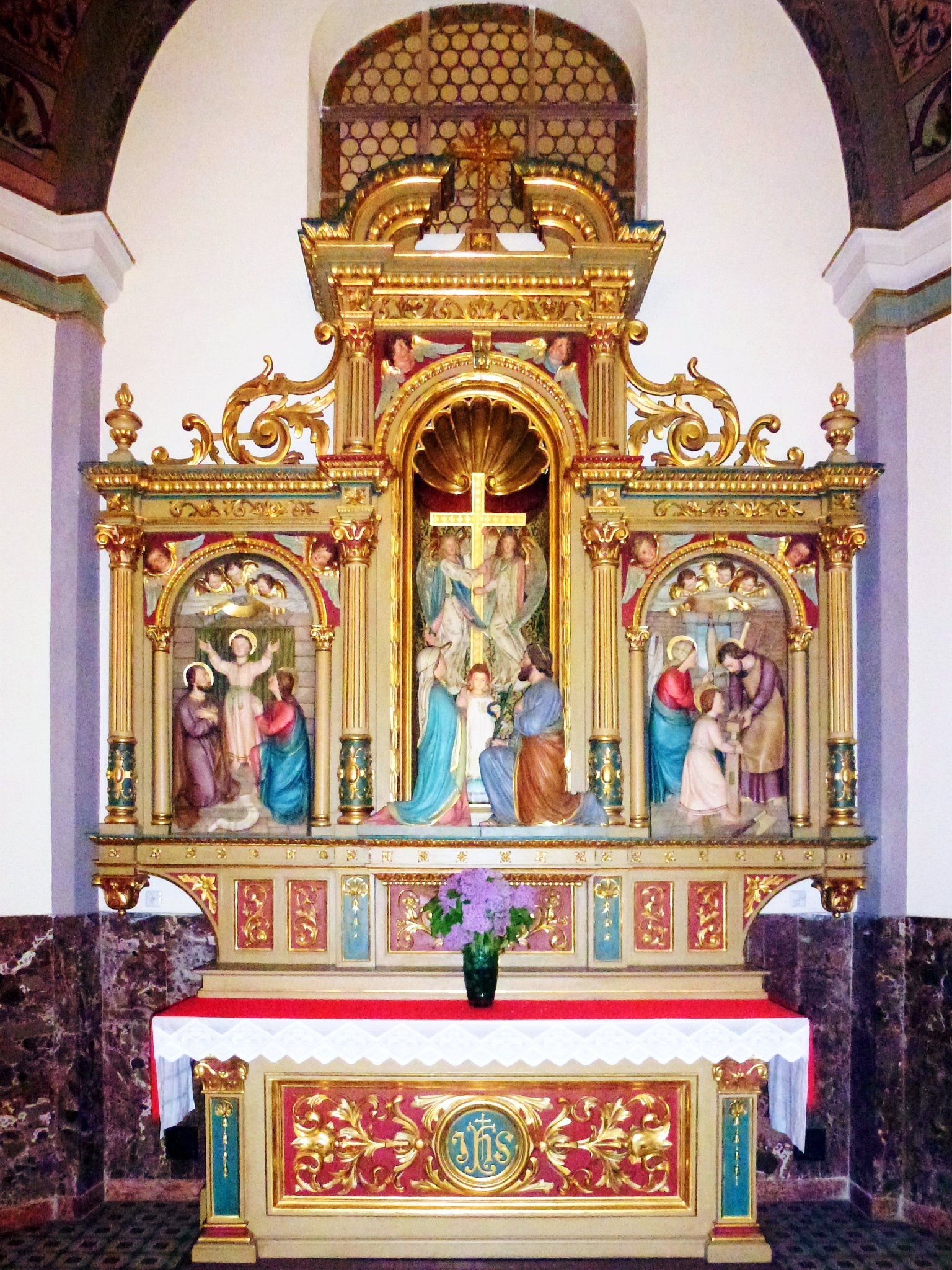
Ołtarz boczny św. Rodziny
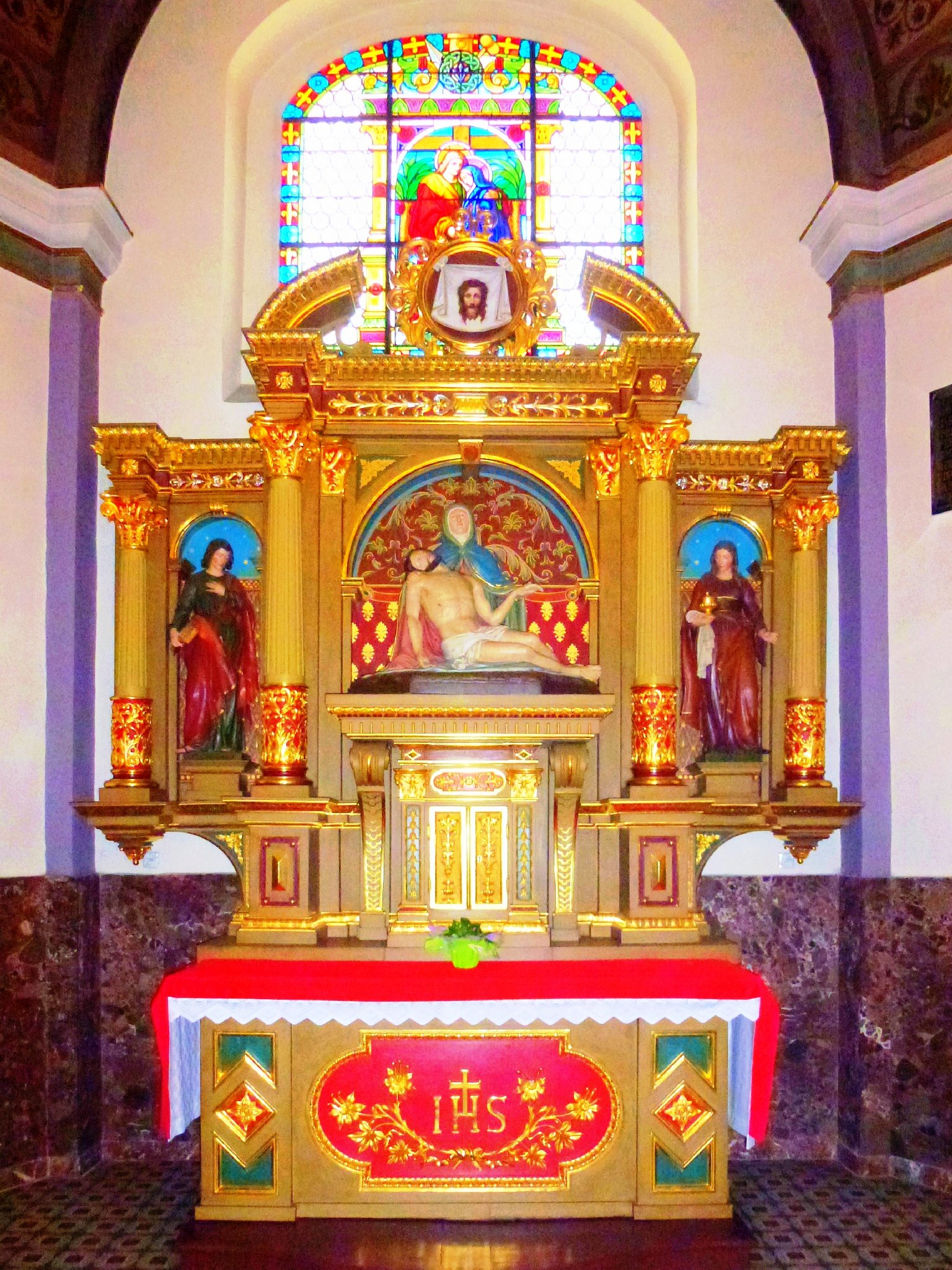
Ołtarz boczny z Pietą
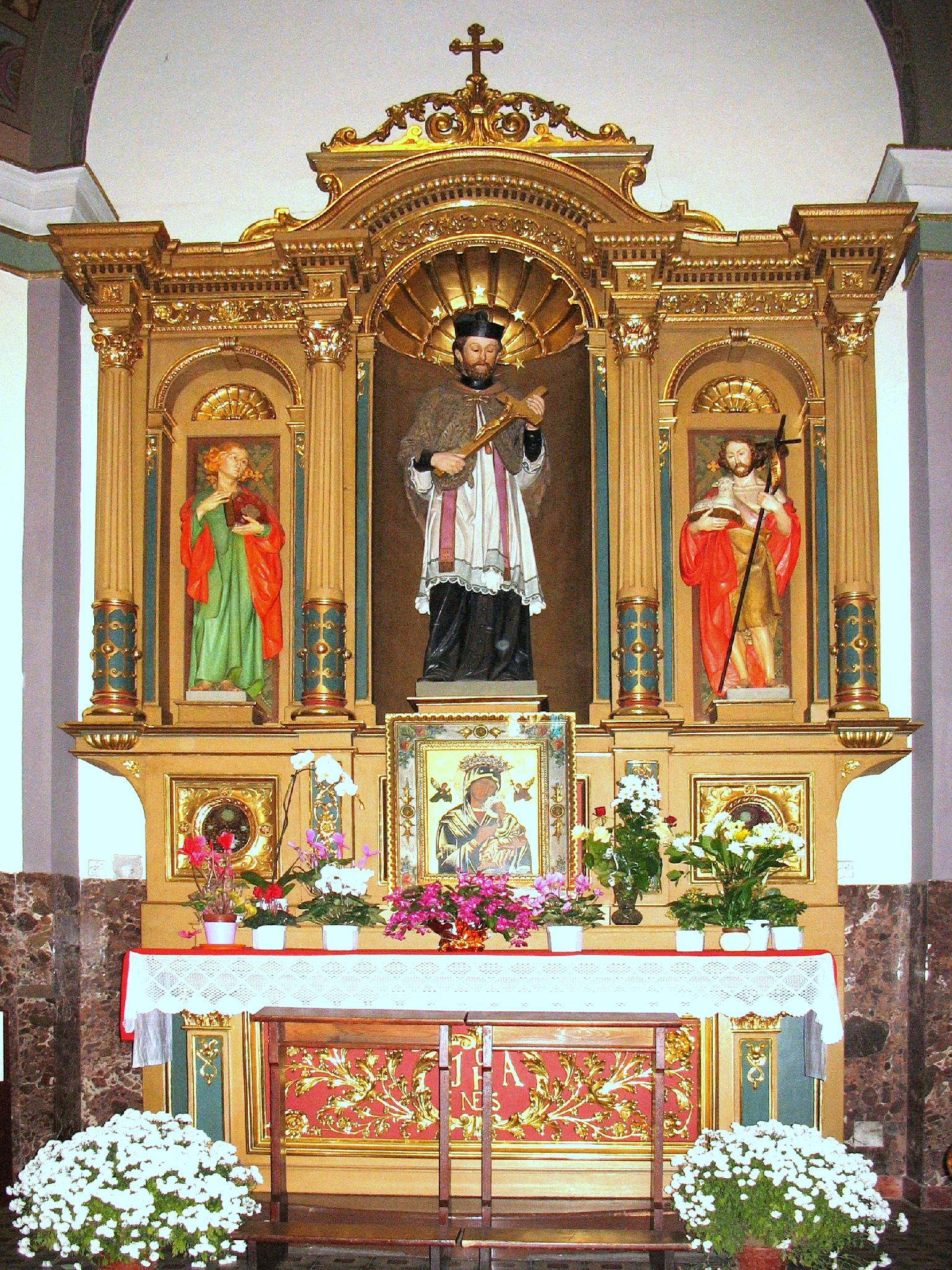
Ołtarz boczny św. Jana Nepomucena (Trzech Janów)
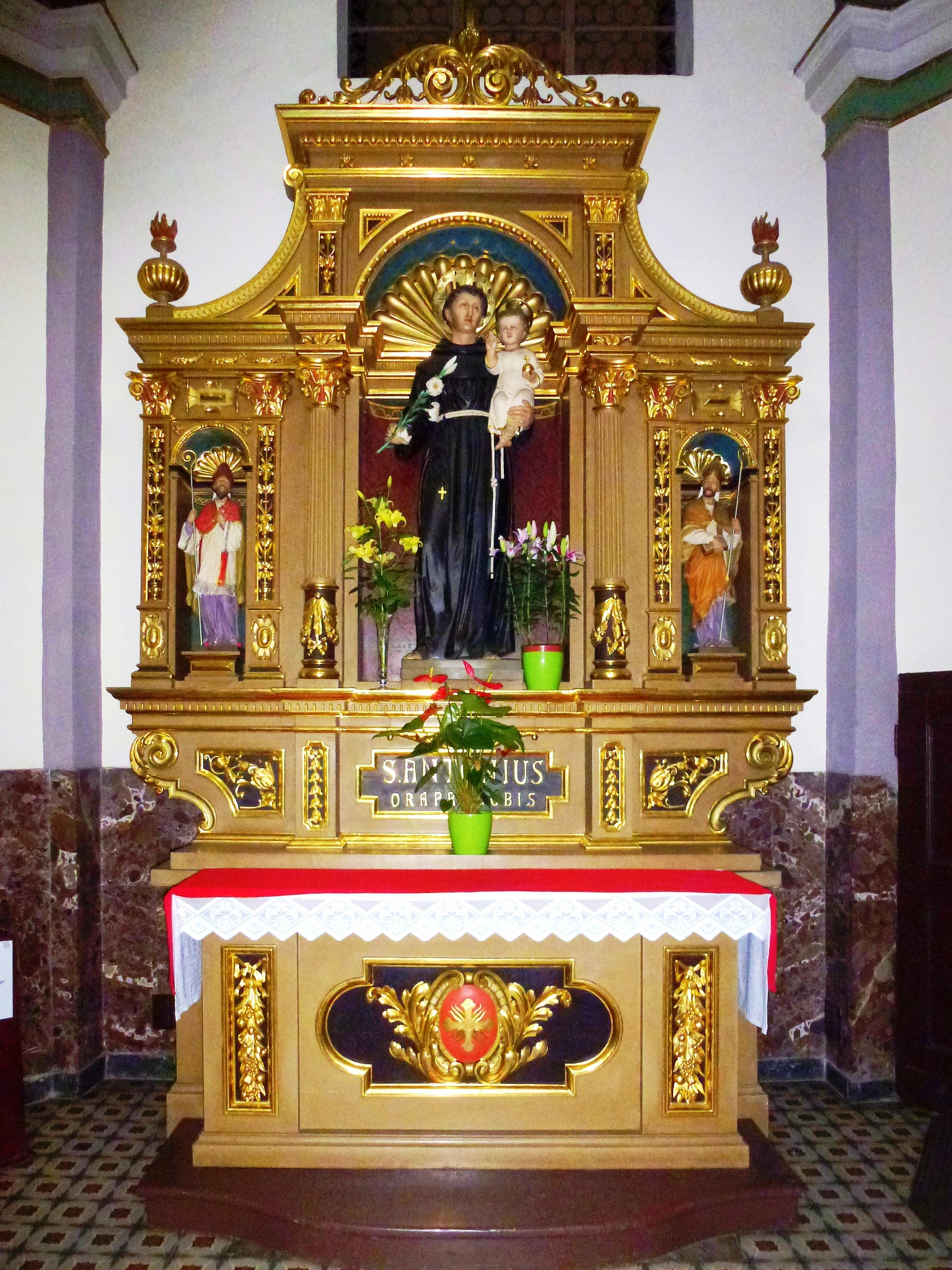
Ołtarz boczny św. Antoniego
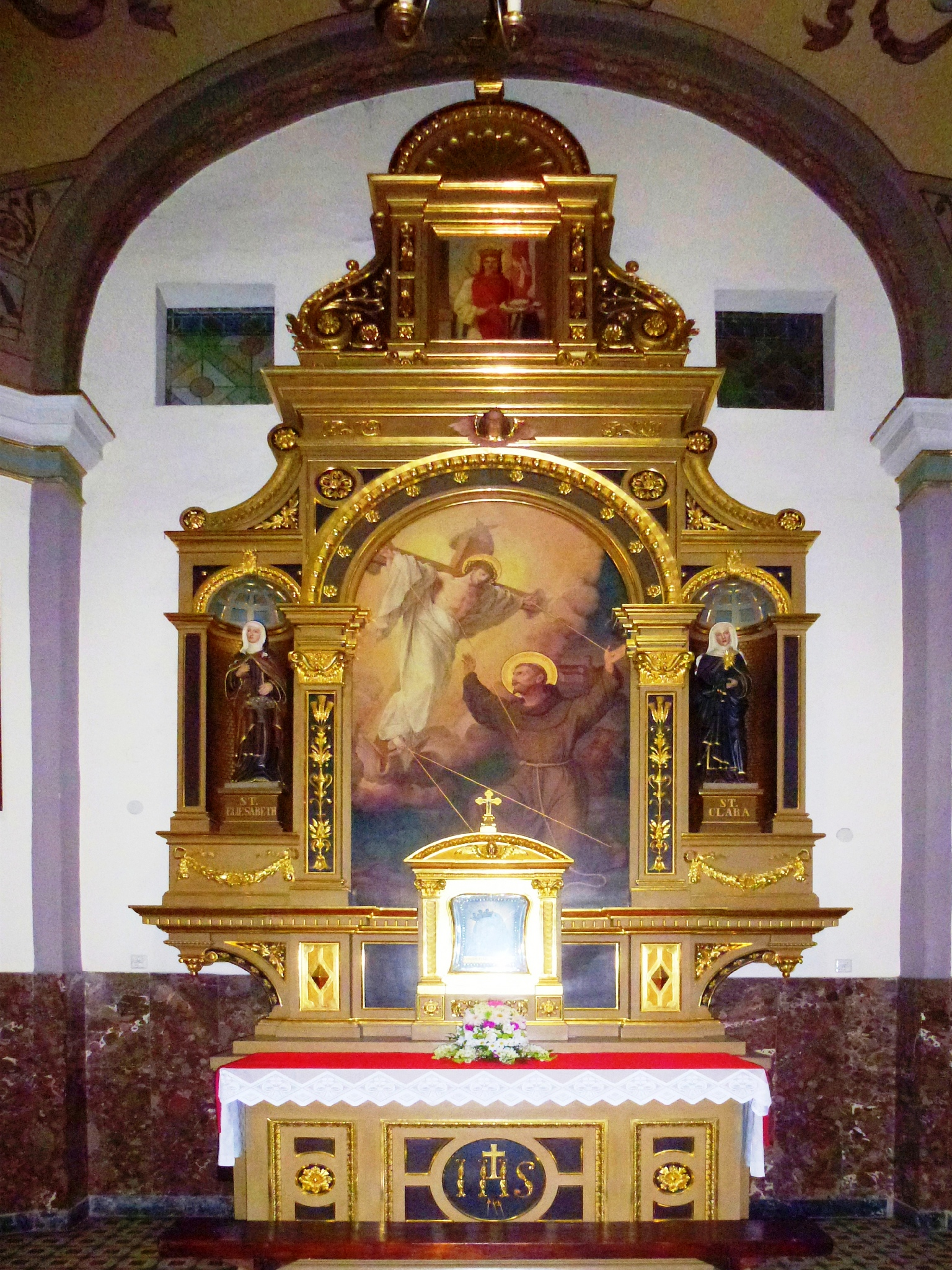
Ołtarz boczny św. Franciszka z Asyżu
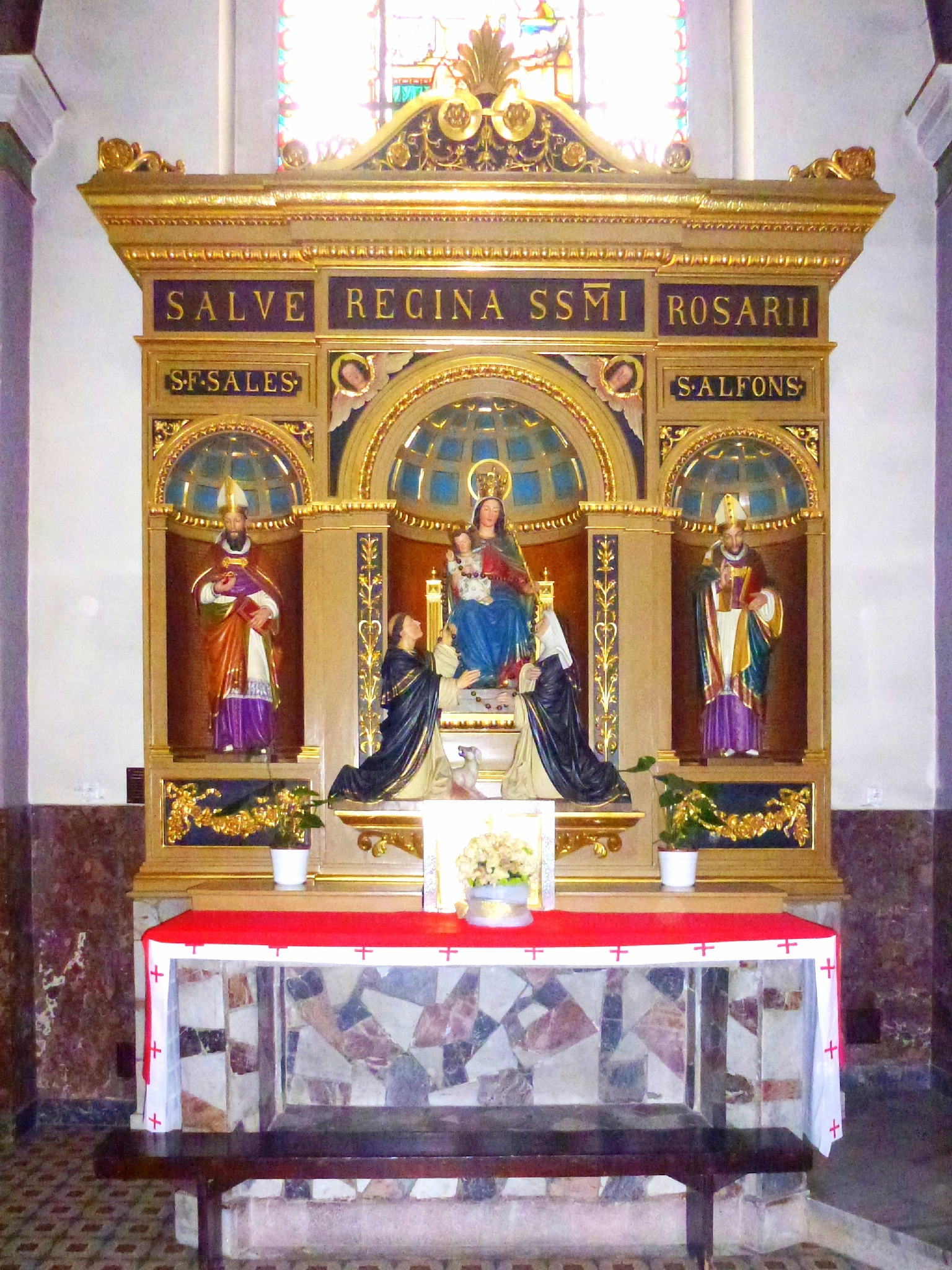
Ołtarz boczny Matki Bożej Różańcowej
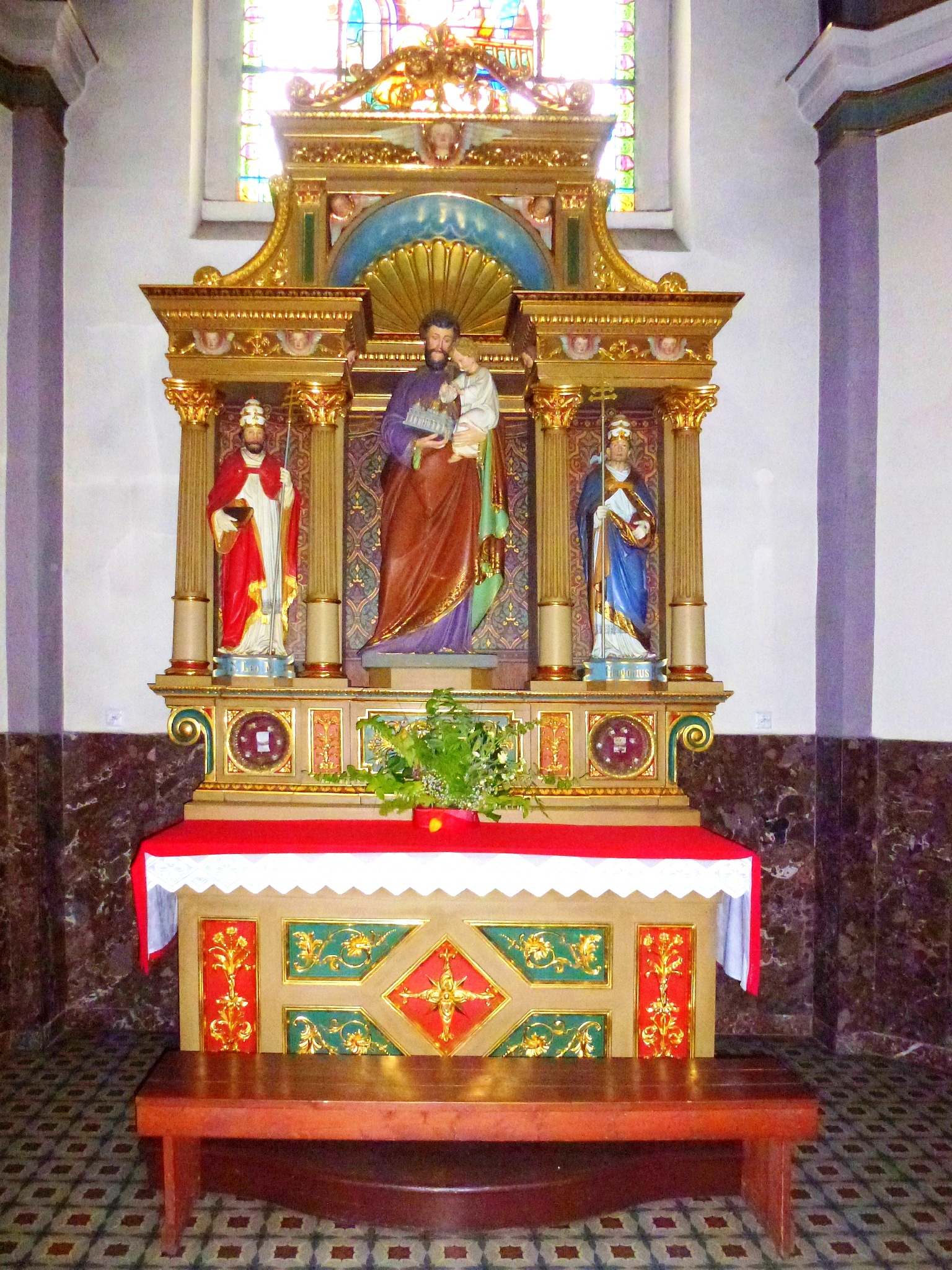
Ołtarz boczny św. Józefa Robotnika